# Res Gestae Divi Saporis

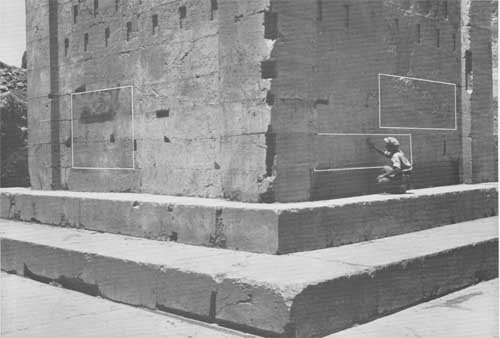
Große Inschrift von Schapur I. an der Kaʿbe-ye Zartuscht

Die Res Gestae Divi Saporis (RGDS; auch bekannt als die Große Inschrift von Schapur I., SKZ oder ŠKZ) ist eine wohl 262 errichtete Inschrift des sassanidischen Großkönigs Schapur I. (240/2–270 n. Chr.) an der Kaʿbe-ye Zartuscht im Iran, die über seine Regierungszeit informiert. Den Namen hat der russische Althistoriker Michael Rostovtzeff in Analogie zu den Res Gestae Divi Augusti eingeführt.
Die Inschrift ist in die Wände der Kaʿbe-ye Zartuscht eingemeißelt, die neben der Inschrift von Schapur I. noch weitere wichtige Inschriften wie die von Katir trägt. Aufzufinden ist das 12 m hohe, turmartige Gebäude in der archäologischen Stätte Naqsch-e Rostam, die einige Kilometer nördlich von Persepolis in der Provinz Fars gelegen ist. Die Inschrift ist trilingual und beinhaltet 35 Absätze auf Mittelpersisch, 30 Absätze auf Parthisch und 70 Absätze auf Griechisch. Bis auf ein beträchtliches Stück des mittelpersischen Teils der Inschrift, das beschädigt und unlesbar ist, ist die Inschrift gut erhalten.

## Inhalt

### Schapur stellt sich vor
Schapur bezeichnet sich als zoroastrische Majestät und König der Könige von Ērān und Anērān. Seine Herkunft führt er auf die Götter zurück und benennt anschließend seinen Vater Ardaschir I. und seinen Großvater Papak auf die gleiche Weise.

### Beschreibung der Grenzen seines Reiches
Auflistung der Provinzen, die tributpflichtig sind und über die Schapur I. die Oberhoheit besitzt:
„Persis, Parthien, Susiane, Mesan, Mesopotamien, Adiabene, Arabien, Atropatene (=Aserbaidschan), Armenien, Iberien (=Georgien), Machelonien, Arrān, Balasagun bis hin zum Kaukasus und zum Alanen-Tor (=Darialschlucht) und die ganze Elburzkette, Medien, Hyrkanien, Merw, Harew und alle oberen (= östlichen) Provinzen: Kerman, Sakien, Turan, Maguran (=Makran), Paradene, Hindustan und das Kuschanenreich bis hin nach Peschawar und zu den Bergen Kasgariens, Sogdiens und von Taschkent, und von jener Meeresküste: Oman.“

### Die drei Feldzüge gegen die Römer
Anschließend werden die drei Feldzüge Schapurs im Rahmen der römisch-persischen Kriege beschrieben.

#### Erster Feldzug
Kurz nach Schapurs Herrschaftsantritt (zu datieren wohl 243/44) zog Gordian III. gegen die Sassaniden und wurde in der Schlacht bei Mesiche vernichtend geschlagen. Sein Nachfolger Philippus erkaufte den Frieden mit 500.000 Denaren Lösegeld und weiteren Tributzahlungen teuer.

#### Zweiter Feldzug
Nach einem vermeintlichen Unrecht durch die Römer in Armenien kam es (zu datieren wohl 253/254) bei Barbalissos (heute Balis in Syrien) zur Schlacht gegen ein angeblich 60.000 Mann starkes römisches Heer, welche die Sassaniden für sich entscheiden konnten. Es kam zur Brandschatzung, Plünderung, Verwüstung und Eroberung von römischen Städten und Befestigungen in der Provinz Syria und ihrem Umland. Danach folgt eine Aufzählung der insgesamt 37 eroberten Städte.

#### Dritter Feldzug
Als die Sassaniden die Städte Edessa und Karrhae belagerten, rückte Valerian (im Jahr 260) mit einer angeblich 70.000 Mann starken Streitmacht heran, deren Soldaten aus verschiedenen römischen Provinzen stammten. Die Niederlage Valerians in der Schlacht von Edessa führte zur Gefangennahme des Kaisers sowie der Prätorianerpräfekten, Senatoren und ritterlichen Offiziere des Aufgebots und zu deren Deportation in die Persis. Es folgt ein Bericht über Brandschatzung und Verwüstung der Provinzen Syrien, Kilikien und Kappadokien sowie eine Aufzählung der insgesamt 36 eroberten Städte und deren Umland. Auch geht aus dem Abschnitt hervor, dass zahlreiche Menschen aus dem römischen Staatsgebiet verschleppt und umgesiedelt wurden.

### Errichtung neuer Feuerheiligtümer
Die Errichtung der insgesamt fünf neuen Feuerheiligtümer, die seinem eigenen Seelenheil und dem seiner Tochter sowie dem seiner drei Söhne dienen sollte, geschah aus Dank für die Unterstützung durch die Götter. Anschließend wird der Ablauf des täglichen Opfers und der Opferbeigaben (1 Lamm, 5 Brot, 4 Wein) urkundlich festgelegt. Hierauf folgt eine lange Auflistung all jener Personen, denen das Opfer galt.
Abschließend bittet er um die Einhaltung der Praxis auch über sein Leben hinaus, um das Wohlwollen der Gottheit zu erlangen.

### Signatur des Schreibers
Am Ende der Inschrift nennt sich der Schreiber selbst („Hormizd, der Sohn des Schreibers Schilak“) und setzt seine Signatur darunter.

## Belege
1. ↑  Stephen H. Rapp: The Sasanian world through Georgian eyes: Caucasia and the Iranian Commonwealth in Late Antique Georgian literature. Ashgate, Farnham 2014, S. 28.; AUB – Berytus Archeological Studies. In: web.archive.org. Abgerufen am 22. April 2025.
2. ↑  Michael Geiger: Gallienus. Lang, Frankfurt am Main 2013, S. 28.
3. ↑  The Inscription of Shapur I | SKZ – Parthian Sources Online. Abgerufen am 24. Juli 2018 (englisch).
4. ↑  Der Gliederungspunkt ist paraphrasiert nach Michael Back: Die sassanidischen Staatsinschriften. Studien zur Orthographie und Phonologie des Mittelpersischen der Inschriften zusammen mit einem etymologischen Index des mittelpersischen Wortgutes und einem Textcorpus der behandelten Inschriften. Brill, Leiden 1978, S. 284–371.
5. ↑  Zitiert nach: Michael Back: Die sassanidischen Staatsinschriften. Studien zur Orthographie und Phonologie des Mittelpersischen der Inschriften zusammen mit einem etymologischen Index des mittelpersischen Wortgutes und einem Textcorpus der behandelten Inschriften. Brill, Leiden 1978, S. 286–288.
6. ↑  Zitiert nach: Michael Back: Die sassanidischen Staatsinschriften. Studien zur Orthographie und Phonologie des Mittelpersischen der Inschriften zusammen mit einem etymologischen Index des mittelpersischen Wortgutes und einem Textcorpus der behandelten Inschriften. Brill, Leiden 1978, S. 371.